# عادل بلاز
عادل بلاز (عربی: عادل بلاز؛ زادهٔ ۴ ژوئن ۱۹۸۱) شناگر اهل مراکش است. وی در بازی‌های المپیک تابستانی ۲۰۰۴ حضور داشته است.